# Charleston (Tennessee)
Charleston è un comune degli Stati Uniti d'America, situato nello Stato del Tennessee, nella Contea di Bradley.